# José María Beltrán Fernández
José María Beltrán Fernández (Valencia, 4.6.1827 - Jerez de la Frontera, 7.10.1907) fue un exitoso compositor, pedagogo y director de bandas militares. Ejerció como músico militar en el Regimiento de Infantería n.º 8 de Zamora (referencia de 1860), si bien hoy se le recuerda sobre todo por ser el autor del primer método para saxofón publicado en España. Escribió asimismo libros didácticos para flauta y corneta, y varias composiciones musicales, entre ellas dos piezas para piano que hoy se conservan en la Biblioteca Nacional de España. Su estilo de música de salón, basado en la música popular de su época, resulta encantadoramente simple y característico.

## Biografía
José María Beltrán Fernández nació el 4 de junio de 1827 en Valencia (España). Hijo de militar y músico mayor por oposición desde 1849 en el Regimiento de Infantería de Zamora, num.8, llegando a ser el director de banda más condecorado.

Publicó numerosos libros: “Método completo de cornetín y de fliscorno, con pistones o con cilindros”, Madrid 1862. “Método de Bajo profundo” Madrid 1964. Método de Flauta”, Madrid 1867. “Método completo de Saxofón”, Madrid 1871. “Escala completa del saxofón” Madrid 1871-1873.

### Método de flauta
Su método de flauta comienza con unas palabras autobiográficas:
"La buena acogida dispensada a mis obras anteriores, me ha impulsado a publicar el presente 'Método de flauta', el que basado en el triple aspecto de embocadura, digitación y medida, es el resultado de la experiencia que he adquirido en la enseñanza de este instrumento, al cual he tenido una vocación predilecta, por ser el primero que bajo menores auspicios aprendí, el que en mis primeros años de carrera ejercité con buena fortuna y en el que cuento discípulos que me honran".

### Método de saxofón
Primer método para saxofón publicado en España, el mismo José María Beltrán consideraba

“La organización de la músicas militares españolas hace con frecuencia que la enseñanza tenga que ser rápida, en cuyo caso después de ejercitar los preliminares como se ha dicho, se estudiarán las escalas tenidas y primeros ejercicios de cada tono y modo, debiendo elegir en caso necesario aquellos que más se usan en música militar, según el tono en que esté construido el saxofón que se estudie” 

"Este estudio es de suma utilidad; el que ejecuta la música sin cuidarse más que de tocar las notas no es más que un artesano de música: el que expresa su carácter por medio de los matices, del fraseo, de las articulaciones, de los acentos; es el verdadero artista”

### Otros métodos
Publicó otros métodos para diversos instrumentos como cornetín y fliscorno o bajo profundo, los cuales han servido de gran utilidad e incluso han llegado a ser reeditados.

### Obras
Con igual espíritu y fin pedagógico, se encuentran entres sus obras los '12 Estudios para viola' Y varias piezas para piano.

'Socorro y Pilar' es música de salón sencilla, está está dedicada a superar las dificultades de la digitación de terceras: el acompañamiento se reduce a un mero sostenimiento de una melodía de carácter popular y las tonalidades son las de menor número de variantes en clave.

En la casa editorial de Benito Zozaya, Madrid, aparecen varios pasodobles para banda firmados por un autor con este nombre, que puede ser el mismo José María Beltrán: Colibrí, Abadiano y El marqués de Miralles.

## Escritos musicales
- Músicas militares, 'El Orfeón Español', 15-XI-1863, 1-2.

### Obras didácticas
- Método completo de cornetín y fliscorno, con pistones o cilindros, Madrid, 1862 (AR/UME).
- Método de bajo profundo aplicable a todos los instrumentos graves conocidos con los nombres de sax-horn, bombardón, contrabajo, helicón, bastuba, pellitón, etc., bien sea que estén construidos en tono de Do, de Sib, de Mib, o de Fa y que tengan tres o cuatro pistones o cilindros a rotación Madrid, 1866 (AR/UME).
- Método completo de flauta de flauta de una, cinco o más llaves, escrito conforme a los últimos adelantos de este instrumento, 1867 (AR/UME).
- Método completo de saxofón, Madrid, 1871 (UME).
- Escala completa del saxofón, Madrid, 1871.

### Obras
- Piano: Amor y vida, Vals; La educanda (AR); Pilar (AR); Redowa, 1868 (VR); Socorro (AR).
- Viola: 12 Estudios o caprichos para viola (AR).